# Semi-Automatic Ground Environment
O Semi-Automatic Ground Environment (SAGE) foi um sistema de mainframes e equipamentos de rede associados que coordenavam dados de muitos radares e os processava para produzir uma única imagem unificada do espaço aéreo sobre uma grande região. SAGE dirigia e controlava a resposta do NORAD para um possível ataque aéreo Soviético, operando nessa função do fim da década de 1950 até a década de 1980. Seus enormes computadores e suas grandes telas seguiram sendo parte do lore da Guerra Fria, e depois de terem sido descomissionados foram elementos comuns nos cenários de filmes como Dr. Strangelove e Colossus, e em séries de TV de ficção científica como The Time Tunnel.